# Mexicaneros

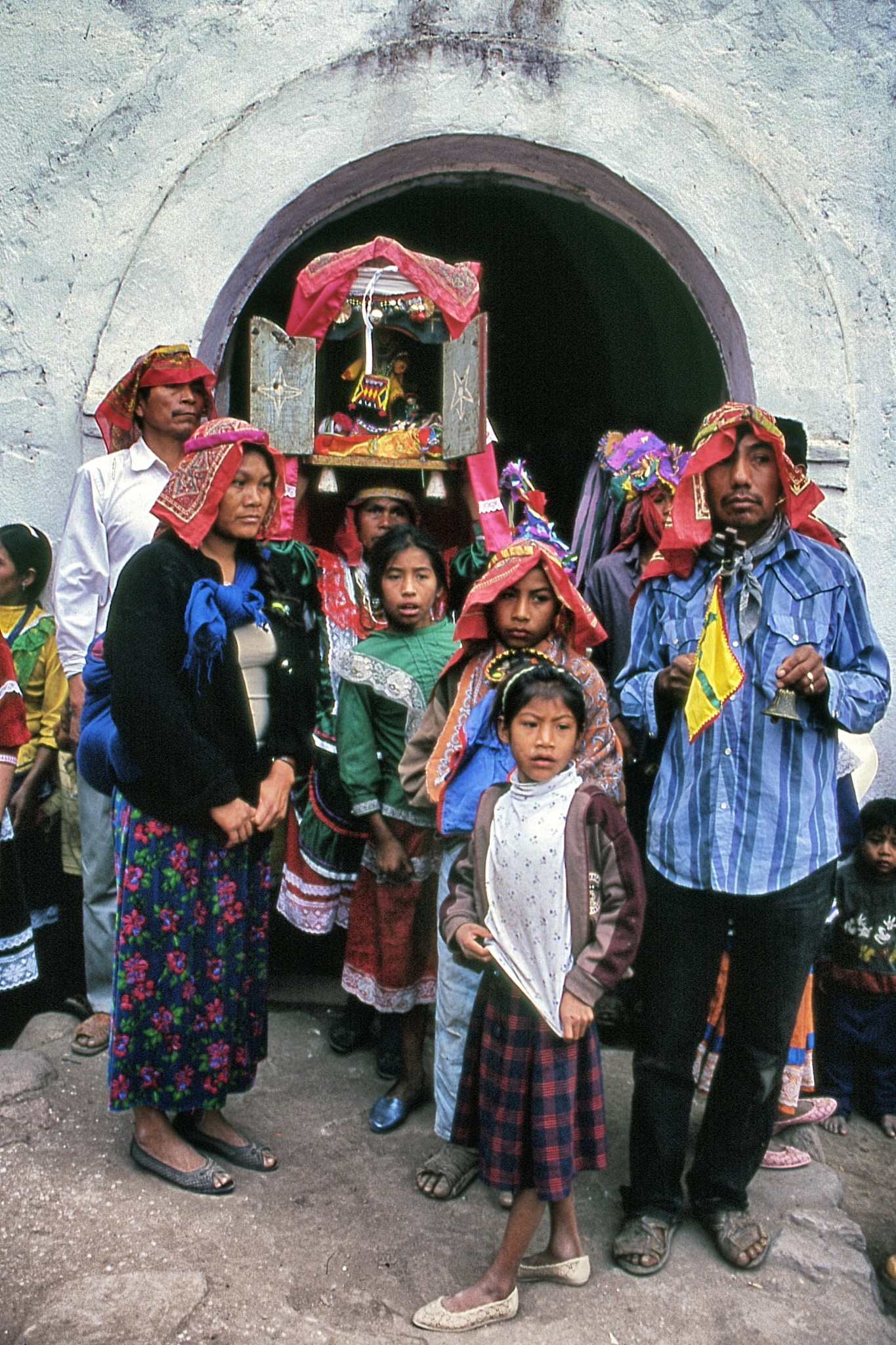
Mexicaneros. Habitantes de la comunidad de San Pedro Xícoras, en el estado de Durango, México, participan en la fiesta de la Candelaria

Los mexicaneros  son un grupo étnico perteneciente en loas colindancias de los estados de Durango, Nayarit, Zacatecas y Jalisco, en México, con fuerte presencia en algunos los municipios de esa zona, entre ellos Mezquital, San Agustín de San Buenaventura y San Pedro Jícoras, en el sureste del estado de Durango. que colinda al norte con Nombre de Dios, al noroeste con el municipio de Súchil, al sureste con el Pueblo Nuevo, todos estos en el estado de Durango, y Santa Cruz, Nayarit. 
Hablan náhuatl de Durango o mexicano del noroeste o idioma mexicanero (autoglotónimo: mexikan) el cual es la variedad del dialecto del idioma náhuatl o mexicano. Antiguamente, también era hablado en el sur de Sinaloa, Aguascalientes y los Altos de Jalisco. Se contaron 540 habitantes en 2005.

## Tipo de vestimenta
Aunque los jóvenes y algunos adultos se visten a la usanza mestiza: pantalones de fibras sintéticas o mezclilla y camisa a cuadros o rayas, entre los ancianos se utiliza todavía la ropa tradicional: calzón y camisa de manta y huaraches de vaqueta. Las mujeres, por su parte, utilizan (al igual que los ancianos) ropa tradicional: Blusas, naguas y zapatos de hule de diversos colores, también suelen usar sandalias de mecate además de vestir collares multicolores con un hermoso reboso chilapeño.

## Contexto geográfico
La región se caracteriza por tener un clima seco estepario, el terreno es abrupto y pedregoso, abundan los cactus y algunos árboles frutales sobre la ribera del río San Pedro. La temperatura promedio anual es de 22 °C, la temporada de lluvias abarca del mes de junio a octubre.
La fauna de la región está constituida por ardillas, conejos, coyotes, zorras, tejones, mapaches, gatos de monte, águilas, urracas, zopilotes, iguanas, escorpiones y alacranes.

## Servicios públicos de la comunidad
En la región no existen carreteras y las comunidades se encuentran comunicadas por brechas, las líneas telefónicas, escuelas, clínicas de salud y albergues indígenas se encuentran en los centros comerciales más importantes del área que son: Llano Grande (en la sierra) y Huazamota (en la zona semidesértica); en esta última existe una pista de aterrizaje para aviones pequeños.
No se cuenta con agua potable y carecen de energía eléctrica. Hay una unidad médica en San Pedro de Jicoras atendida por un médico y dos enfermeras. 
Existen aproximadamente 10 escuelas primarias en la zona mexicanera, de las cuales tres se encuentran en San Pedro Jícoras; se imparte educación bilingüe, español y nahua.

## Características económicas
Del río San Pedro se extraen varias especies de peces como mojarra, bagre, trucha, matalote, xalmich (pez de arena), aguja y camarón; la pesca es una actividad exclusiva de hombres y niños.
La agricultura se realiza en pendientes pedregosas con el método de roza. El promedio de siembra de maíz, único cultivo, es de cinco a diez medidas (medida = 4.35 kg.) por familia. No practican la explotación forestal ya que no se cuenta con áreas madereras.

## Conocimientos empíricos
Los curanderos (cacamila) creen que son elegidos por dioses para curar a la gente de su pueblo, en los sueños ven la enfermedad de cada persona.

## Características políticas
Las autoridades tradicionales fungen al mismo tiempo como autoridades constitucionales en la comunidad; existe un gobernador, un suplente, un capitán y tres alguaciles. El cargo para estas autoridades dura un año y se hace por elección en asamblea el 1 y 2 de noviembre, para tomar el cargo el 2 de enero.
Hay también un comisariado de bienes comunales, un secretario y un tesorero, con un suplente cada uno. Hay un consejo de vigilancia integrado por presidente, secretario y tesorero, también con su respectivo suplente.
En San Pedro Jícoras existe un sistema de cargos que está constituido por el mayordomo mayor, mayordomo segundo, tenache y pasionero. Las personas que tienen estos cargos organizan la fiesta del santo patrón y ellos deben sufragar todos los gastos.

## Artesanías
Los mexicaneros manufacturan generalmente los utensilios que emplean de manera cotidiana, por ejemplo, canastas, cestos y chiquihuites de carrizo, bateas de madera, morrales de algodón, ollas, cazuelas, platos y comales de barro.
Arco musical de madera y guacima o frijolillo; con una cuerda de ixtle este arco es colocado sobre una jícara o xical la cual funciona como caja de resonancia al percutir la cuerda con 2 palitos de madera.